# Ехолалія
Ехолалія — повторення однакових або схожих звукових сполучень незалежно від мовних нормативів. Також неконтрольоване автоматичне повторення слів, почутих у чужій мові. Спостерігається у дітей та дорослих за різних психічних захворювань (шизофренії, аутизмі, синдромі Ретта, синдромі Туретта, ураженні лобових часток мозку та інших), але іноді трапляється у дітей без відхилень розвитку як один з ранніх етапів розвитку та становлення мови. Ехолалія може бути як негайною реакцією на подразник, так і відкладеною.
Слово «ехолалія» походить від грец. ἠχώ, що означає «відлуння» або «повторювати», і грец. λαλιά (Lalia), що означає «мова» або «розмова» (звуконаслідувального походження, від дієслова грец. λαλέω (laléo), що означає «говорити»).

## Пов'язані стани
Ехолалія — один з найпомітніших аспектів розладів мовлення при аутизмі, але не є ні унікальним його проявом, ні синонімом синдрому. Повторювані несвідомі імітаційні дії (зокрема, ехолалія і ехопраксія) — це визначальні характеристики в ранніх описах синдрому Туретта. Ехолалія також трапляється при афазії, деменції, кататонії, епілепсії, після інфаркту головного мозку (інсульту), закритої травми голови, у сліпих дітей, дітей з мовними порушеннями.
При транскортікальній сенсорній афазії ехолалія — звичайне явище. Пацієнт включає слова або речення іншої людини в його/її власні реакції. У той час як ці пацієнти не мають розуміння мови, вони можуть читати.